# Garance Le Caisne
Garance Le Caisne est une journaliste et autrice française. Son livre documentaire Opération César, sur les atrocités commises dans les prisons du régime de Bachar el-Assad en Syrie, publié en 2015, a acquis une reconnaissance internationale. Elle a reçu le Prix de littérature Geschwister Scholl en Allemagne en 2016.

## Biographie
Garance Le Caisne est journaliste indépendante pour l'hebdomadaire français Le Journal du dimanche et pour le magazine d'information L'Obs. Depuis le début des années 1990, période à laquelle elle a vécu au Caire, elle a couvert les questions politiques du Moyen-Orient et les manifestations, soulèvements et révolutions dans le monde arabe. Elle couvre notamment la révolution syrienne depuis 2011 et a écrit des articles sur la médecine d'urgence dans le conflit syrien,.

## Opération César
Dans son ouvrage documentaire Opération César. Au cœur de la machine de mort syrienne, publié en France en 2015, Garance Le Caisne raconte l'histoire de César, un ancien photographe militaire syrien contraint de prendre, dès mars 2011, plusieurs photographies de chaque personne tuée et torturée par le régime d'Assad et de les archiver. Horrifié par son travail, il a secrètement copié ces documents sur des clés USB pendant 2 ans, et, au risque de sa vie, a fait passer en fraude plus de 53 000 de ces photos hors du pays, dont 25 700 montrent les corps de détenus. Après avoir fui en 2013, il vit sous le nom de code « César » dans un lieu inconnu du nord de l'Europe.
Après des mois de travail et d'enquête, Garance Le Caisne a été la première journaliste à entrer en contact avec le lanceur d'alerte et à gagner sa confiance pour qu'il accepte de raconter son histoire. Dans le livre, César, qui s'est entretenu avec Garance Le Caisne durant plus de quarante heures, décrit sa mission et révèle des informations détaillées sur les atrocités commises pendant la révolution syrienne. Pour l'auteur, il s'agissait de lui faire raconter ce qu'il avait vu, sans en rajouter ni faire de sensationnalisme, en restant fidèle au récit et aux mots du photographe, mais également de croiser les sources et recouper les informations recueillies avec d'autres témoignages,,
Garance Le Caisne a également interviewé pour son livre d'anciens détenus survivants de prisons syriennes, dont les témoignages confirment celui de « César », parmi eux, Mazen al-Hamada, qui, retourné en Syrie, disparaît dès son arrivée à l'aéroport de Damas le 22 février 2020, enlevé par les services de sécurité. En 2022, Garance Le Caisne publie le livre Oublie ton nom, mémoires d'un disparu, à partir des entretiens réalisés avant sa disparition forcée.

### Réception du livre
Le livre a d'abord été traduit en néerlandais, allemand, italien, polonais et espagnol. En novembre 2016, Garance Le Caisne reçoit le Prix de littérature Geschwister-Scholl-Preis pour la version allemande intitulée Nom de code César : au cœur de la machine de mort syrienne. La cérémonie de remise des prix a eu lieu le 21 novembre 2016 à l'Université Ludwig-Maximilians de Munich.
En 2018, le livre a été traduit en anglais. À Hong-Kong, il est classé parmi les meilleurs livres traitant des droits humains,.
Le livre a été bien accueilli par les médias nationaux et internationaux et a suscité différentes réactions. Le président syrien Bachar el-Assad a mis en doute l'authenticité des photographies, ce qui a toutefois été confirmé par la Commission d'enquête sur les violations des droits de l'homme en Syrie. Il a également mis en doute l'existence même du photographe. En outre, le FBI et l'ONG Human Rights Watch ont confirmé que les photos n'étaient pas manipulées. L'ONG a également identifié plusieurs victimes et réunit des témoignages de proches,.
Garance Le Caisne a exprimé l'espoir que le contenu de l'ouvrage entraînerait des conséquences en droit international pour les auteurs et que Bachar el-Assad aurait à répondre devant la Cour pénale internationale. César et elle voient également dans le livre un « message à tous les diplomates et politiciens qui retournent vers Assad aujourd'hui ».

## Récompenses
- Prix frère et sœur Scholl de littérature, en Allemagne (2016)[10].

## Ouvrages
- Opération César, au cœur de la machine de mort syrienne, Stock, 2015, 238 p.
- Oublie ton nom : Mazen al-Humada, mémoires d'un disparu, Stock, 2022, 268 p.[15].

### Contribution
- Collectif, Syrie, le pays brûlé (1970-2021) : le livre noir des Assad, Paris, Seuil, septembre 2022, 847 p. (ISBN 978-2-02-150233-6)

## Documentaires
- 2016 : Syrie, témoins à charge, coréalisé par Garance Le Caisne et Olivier Joulie[16]
- 2022 : Les Âmes Perdues (The Lost Souls of Syria) coécrit par Garance Le Caisne et Stéphane Malterre[17],[18],[19]